# Бизаккуино
Бизаккуино (итал. Bisacquino) — коммуна в Италии, располагается в регионе Сицилия, подчиняется административному центру Палермо.
Население составляет 5119 человек (на 2004 г.), плотность населения составляет 82 чел./км². Занимает площадь 64 км². Почтовый индекс — 90032. Телефонный код — 091.
Покровительницей коммуны почитается Пресвятая Богородица (Madonna del Balzo). Праздник ежегодно празднуется 3 мая, 15 августа и 4 сентября.